# Inhale (Sirah)
Inhale è un EP della rapper statunitense Sirah.

## Disco
Terzo EP dell'artista, il disco è molto orientato sul pop rap accompagnato a campionamenti e base elettroniche.

## Produzione
Alcune tracce dell'album sono state prodotte da Mighty Mike, in particolare le tracce 1-2-4-5, mentre la terza e la sesta sono state prodotte da Rags e Jiggy Hendrix.

## Tracce
1. Inhale - 3:35
2. On To The Next - 3:28
3. Stick Up - 3:08
4. Icarus - 3:43
5. You Know You Want It - 3:17
6. First Impressions - 3:01